# Arvid Englind
Torsten Arvid Englind, ursprungligen Ekholm, född 18 juni 1882 i Helsingfors i Finland, död 12 september 1972 i Stockholm, var en svensk teaterförläggare, regissör, manusförfattare och skådespelare.

## Biografi
Englind föddes som son till hovrådet Carl Fr. Ekholm och Yolanda Strandberg. Han var verksam vid Folkteatern i Helsingfors 1903, Svenska teatern i Åbo 1905 där han även verkade som regissör 1907–1915, direktör vid Stora Teatern i Göteborg 1916. Han gjorde sin enda filmroll i 1914 års Högfjällets dotter. Han regisserade filmerna Patriks äventyr (1915), En förvillelse (1915) och Brandsoldaten (1916). Till de två sistnämnda skrev han även manus.
Han var 1908–1958 gift med skådespelare Elena Wasiljewa. Efter hennes död gifte han 1959 om sig med Inge Nordlöf. I det första äktenskapet fick han barnen Sten-Sture (1909–1940) och Lars-Olof (1926–1954).

## Teaterförlag Arvid Englind
År 1920 startade han och var därefter chef för sitt Teaterförlag Arvid Englind AB i Stockholm med en fortlöpande teaterförläggarverksamhet alltjämt.

## Filmografi
Regi
- 1915 – Patriks äventyr
- 1915 – En förvillelse
- 1916 – Brandsoldaten

Manus
- 1915 – En förvillelse
- 1916 – Brandsoldaten

Roller
- 1914 – Högfjällets dotter

## Teater

### Roller
| År   | Roll | Produktion                                     | Regi          | Teater                  |
| ---- | ---- | ---------------------------------------------- | ------------- | ----------------------- |
| 1911 |      | Över förmåga (Over ævne) Bjørnstjerne Bjørnson | Arvid Englind | Arvid Englinds sällskap |

### Regi
| År   | Produktion             | Upphovsmän            | Teater                  |
| ---- | ---------------------- | --------------------- | ----------------------- |
| 1911 | Över förmåga Over ævne | Bjørnstjerne Bjørnson | Arvid Englinds sällskap |